# 7134 Ikeuchisatoru
7134 Ikeuchisatoru è un asteroide della fascia principale. Scoperto nel 1993, presenta un'orbita caratterizzata da un semiasse maggiore pari a 2,4227909 UA e da un'eccentricità di 0,1782932, inclinata di 11,98436° rispetto all'eclittica.